# Morte de Willie McCoy
Willie McCoy, conhecido pelo nome artístico Willie Bo, foi um rapper afro-americano de 20 anos, morto por seis policiais em Vallejo, Califórnia, em 9 de fevereiro de 2019. Os policiais atenderam a uma chamada do 911 sobre um homem inconsciente em um veículo na fila do drive-thru de um Taco Bell. Ao chegarem, encontraram McCoy com uma pistola calibre .40 (posteriormente identificada como roubada em Oregon) com um pente de alta capacidade em seu colo.

## Biografia

### Infância e carreira musical
McCoy perdeu ambos os pais para o câncer aos 12 anos de idade. Ele se destacou nos esportes durante a escola e obteve seu GED [en] antes de abandonar os estudos para se dedicar à música. Colaboradores destacaram sua ética de trabalho e determinação para alcançar o sucesso. Sob o nome artístico Willie Bo, ele integrou o grupo FBG (Forever Black Gods), interpretando canções que, segundo a NBC News, abordavam "dinheiro, armas e violência nas ruas". Um colaborador sugeriu que as letras refletiam a necessidade de "se adaptar às expectativas do público para parecerem descolados", já que "as crianças veem você no YouTube como se tivesse muito dinheiro". Outras letras tratavam de superar desafios, como crescer sem a presença do pai.
Em 11 de abril de 2018, Willie McCoy foi preso pela polícia de São Francisco sob acusações de sequestro e tráfico humano. Posteriormente, a polícia de Oakland executou um mandado de busca em sua residência, apreendendo "numerosas" armas de fogo e acusando-o de violações relacionadas a armamento.
Não está claro qual foi o papel de McCoy no roubo da pistola semiautomática de calibre .40 que ele portava no momento de sua morte.

### Departamento de Polícia
Na época do tiroteio de McCoy, o Departamento de Polícia de Vallejo contava com cerca de 100 policiais para atender uma cidade de aproximadamente 122 mil habitantes. Sob o comando do chefe de polícia Andrew Bidou, na época do incidente, o departamento havia ampliado os programas de treinamento de policiais e implementado iniciativas de aproximação com a comunidade. No entanto, moradores expressaram preocupações sobre o uso de força pelo departamento.
Entre 2015 e 2017, o Departamento de Polícia de Vallejo gastou mais por policial em multas ou acordos por reivindicações de violações de direitos civis do que qualquer outra grande força policial na área da Baía de São Francisco. Entre 2016 e 2019, cinco policiais de Vallejo estiveram envolvidos em múltiplos tiroteios com vítimas. Na época do tiroteio de McCoy, um dos policiais que atirou nele era réu em uma ação civil por ter matado uma pessoa em fevereiro de 2018.

### Tiroteio
Por volta das 22h30 de 9 de fevereiro de 2019, McCoy foi encontrado inconsciente na fila do drive-thru de um Taco Bell em Vallejo, Califórnia, dentro de seu carro, com uma pistola semiautomática calibre .40 no colo, enquanto o motor estava ligado e o veículo em modo de condução. Um funcionário do Taco Bell ligou para o 911, informando ao operador que McCoy (não identificado pelo nome neste momento) não respondia a pessoas batendo na janela do carro ou buzinando. Seis policiais chegaram ao local e ativaram suas câmeras corporais.
Os vídeos e áudios das câmeras corporais, publicados pela polícia em 30 de março de 2019, mostraram que, por vários minutos, os policiais, com armas em punho, conversaram ao lado do carro de McCoy enquanto ele estava inconsciente. As imagens capturaram um policial dizendo que McCoy tinha uma arma no colo com o pente "meio fora", sugerindo que ele teria, no máximo, um tiro disponível; no entanto, a arma não é visível nas imagens. As imagens mostram que os policiais decidiram abrir a porta para recuperar a suposta arma e retirar McCoy do carro, mas encontraram a porta trancada e, em vez disso, tentaram bloquear o carro de McCoy na fila do drive-thru. Após alguns minutos, McCoy coçou o ombro, embora não haja indicação de que ele estivesse alerta ou ciente do ambiente naquele momento.
McCoy então se moveu de maneira que foi interpretada pelo Departamento de Polícia de Vallejo como "mão alcançando a arma no colo". O The Guardian afirmou que os vídeos nesse ponto são "borrados" e "mostram o corpo de McCoy se movendo levemente, mas não capturam sua mão se movendo em direção à arma, que não é visível nas imagens". A NBC News disse: "McCoy então se levanta bruscamente e parece alcançar algo abaixo. Seu rosto é obscurecido pelo braço do policial, apontando sua arma." A KTVU disse que McCoy "parece se curvar a partir da cintura e mover o braço esquerdo". O The New York Times afirmou: "As imagens mostraram que McCoy parecia estar dormindo por pelo menos vários minutos, e que ele foi baleado cerca de 10 segundos após começar a se mover. Não estava claro se ele estava alcançando uma arma."
De acordo com as imagens das câmeras corporais e de testemunhas, os policiais então gritaram para McCoy, através da janela fechada do carro, para que erguesse as mãos, e atiraram nele menos de três segundos depois. Os seis policiais dispararam 55 tiros contra McCoy em aproximadamente quatro segundos, antes de novamente ordenarem que ele erguesse as mãos.
McCoy foi declarado morto no local.

### Reações
A polícia de Vallejo inicialmente informou que McCoy tinha uma arma no colo e que os policiais abriram fogo quando ele não respondeu aos comandos para erguer as mãos e, em vez disso, moveu-se para baixo. A polícia também afirmou que a arma foi reportada como roubada em Oregon.
A família de McCoy classificou o incidente como uma "execução por pelotão de fuzilamento" e expressou ceticismo sobre a presença de uma arma com McCoy. Segundo a família e seu advogado, na época de sua morte, McCoy estava exausto devido a recentes turnês e gravações.
Um dos advogados da família, que já trabalhou em um necrotério, afirmou que McCoy sofreu cerca de 25 ferimentos no tiroteio. A família relatou que McCoy foi baleado na cabeça, orelha, pescoço, peito, braços, ombros, mãos e costas. No final de fevereiro de 2019, a família entrou com uma ação por morte por negligência contra a cidade.
Até 5 de março de 2019, o escritório do procurador distrital do condado de Solano não havia respondido aos pedidos de jornalistas por informações sobre uma investigação do tiroteio. Em 13 de março de 2019, o chefe de polícia de Vallejo, Andrew Bidou, anunciou sua aposentadoria em meio a críticas sobre a conduta de seu departamento. (O prefeito de Vallejo, Bob Sampayan, afirmou que a aposentadoria de Bidou era planejada há muito tempo, não motivada pelas críticas recentes ao departamento. Autoridades municipais corroboraram isso, votando unanimemente para que Bidou permanecesse até a nomeação de um sucessor.) No mesmo dia, alguns membros da família de McCoy receberam permissão para ver as imagens policiais do tiroteio (o advogado deles teria sido impedido), com base nas quais afirmaram que McCoy parecia estar dormindo quando a polícia abriu fogo e não parecia ter alcançado uma arma.
Em 30 de março de 2019, supostamente sem notificar a família de McCoy, a polícia de Vallejo publicou os vídeos das câmeras corporais dos policiais envolvidos no tiroteio. Em uma anotação nas imagens, a polícia alegou que McCoy tinha no colo, antes do tiroteio, uma arma carregada com um pente estendido de 14 munições (não uma arma com o pente "meio fora", como mencionado por um policial nas imagens).
Em abril de 2019, a família de McCoy afirmou que a arma que McCoy possuía era para sua proteção. A polícia reiterou que a arma era roubada.
Em janeiro de 2024, a cidade de Vallejo concordou em pagar 5 milhões de dólares à família de McCoy.